# シェリル・ソールズベリー
シェリル・アン・ソールズベリー (英語: Cheryl Ann Salisbury、1974年3月8日 - ) は、オーストラリア・ニューサウスウェールズ州ニューカッスル出身の元女子サッカー選手である。

## 経歴
ソールズベリーは近年はWUSA所属のニューヨーク・パワーや、Wリーグ所属のニューカッスル・ジェッツでDFとしてプレーしていた。彼女は現在は引退し、Wリーグの下部リーグに当たる北ニューサウスウェールズ州女子サッカープレミアリーグのBroadmeadow Magicでコーチを務めている。
ソールズベリーはオーストラリア女子代表のキャプテンを務めていた。彼女はオーストラリア女子代表で38ゴールを挙げており、これはオーストラリア女子代表最多記録である。シェリルは国際Aマッチに100試合以上出場した2番目のオーストラリア女子代表選手であり、2004年アテネオリンピックのアメリカ合衆国代表との試合で国際Aマッチ100試合出場を達成した。1998年、シェリルは12人のチームメートとともに、オーストラリア女子代表の遠征費用を捻出するためヌードカレンダーのモデルを務めたことがある。
2009年1月27日、シェリルはパラマタ・スタジアムで行われたイタリア代表との試合後に引退を表明した。引退試合ではPKをシェリルが決めて2-2の引き分けに持ち込んだ。代表では国際Aマッチ151試合に出場、84分に交代となった時にはスタンディングオベーションが起きた。
2009年、ソールズベリーはオーストラリアサッカー殿堂の殿堂入りを果たした。